# Wafa Bani Mustafa
Wafa Bani Mustafa (Jerash, 16 de marzo de 1979) es una abogada, política y activista jordana. Miembro del Colegio de Abogados de Jordania y diputada electa de la Cámara de Representantes de Jordania durante tres legislaturas consecutivas entre 2010 y 2017.
Ha sido miembro oficial del Consejo Nacional de Derechos Humanos.

## Biografía
Bani Mustafa hizo la educación secundaria en una escuela para niñas de Souf. Más adelante, en 2001, se graduó en Derecho en la Universidad de Jerash. Completó su formación de posgrado en Asesoramiento Psicológico y Educativo en la Universidad Árabe de Amán.
Wafa Bani Mustafa fue diputada de la Cámara de Representantes de Jordania durante tres mandatos consecutivos. En 2010, tras ganar las elecciones, se convirtió en el miembro más joven de la cámara. Cuando fue escogida por segunda vez, consiguió su escaño parlamentario fuera del cupo reservado para mujeres.
A lo largo de su trayectoria profesional, Bani Mustafa ha formado parte de diferentes comités de apoyo a las mujeres en Jordania y en el Oriente Medio, y ha participado activamente en asuntos generales de derechos humanos, juventud y seguridad de las personas. También lucha contra la explotación infantil y femenina, tanto a escala regional como a escala internacional.
Representó el Parlamento de Jordania en la Comisión de Mujeres de la Asamblea Parlamentaria de la Unión por el Mediterráneo. Durante la decimosexta legislatura jordana, Bani Mustafa ejerció también como presidenta del Comité Parlamentario de Orden y Conducta. En su última participación en el Parlamento de Jordania, fue miembro del Comité de Libertades Públicas y Derechos Humanos y del Comité de Información y Orientación Nacional. A los inicios de la segunda sesión ordinaria de la decimoctava legislatura, Bani Mustafa encabezó el bloque de iniciativas parlamentarias.
La activista es miembro fundador del grupo árabe en el Parlamento del Clima. También es una de las impulsoras del Foro de Parlamentarios Árabes sobre Población y Desarrollo. En marzo de 2018, fue elegida vicepresidenta del Comité Permanente para el Desarrollo Sostenible de la Unión Interparlamentaria, representando los colectivos árabes, a pesar de que ya ejercía como miembro de este mismo comité desde abril de 2017. También en 2018, fue designada embajadora del grupo de Mujeres Líderes Políticas (WPL, en sus siglas en inglés) en Jordania.
Bani Mustafa fue considerada la mejor diputada de la decimoctava legislatura en 2017, según detalla un informe de RASED, una organización de la sociedad civil que supervisa las actuaciones de los parlamentarios jordanos. Además, fue clasificada entre las 50 mujeres líderes más importantes del mundo por la iniciativa Liderazgo de les Mujeres en la Vida Pública, en los Estados Unidos.
Durante la decimoséptima legislatura, la activista fue escogida primera coordinadora del Foro de Mujeres Parlamentarias de Jordania y volvió a ejercer esta misma función en su último año como diputada.
Wafa Bani Mustafa es presidenta de la Coalición de Mujeres Parlamentarias de Países Árabes, una organización integrada por trece países árabes que lucha para acabar con la violencia de género, y que cuenta con Su Alteza la Princesa saudita Basmah, como Presidenta de Honor. Actualmente, esta coalición trabaja en el impulso de un proyecto que consiste en la elaboración de un acuerdo centrado en la realidad de los países árabes con el objetivo de poner fin a la violencia contra las mujeres y las niñas. Asimismo, la activista ha participado en varias conferencias internacionales sobre el empoderamiento de les mujeres en Europa, América y en el Oriente Medio, que permiten crear un espacio de intercambio de ideas y experiencias. Bani Mustafa trabaja como asesora de campañas electorales para candidatos interesados en este ámbito en once países del Oriente Medio y de África del Norte.
Bani Mustafa es abogada y miembro activo del Colegio de Abogados de Jordania. Se le concedió el cargo, por el Real Decreto, de miembro de la Junta Administrativa del Centro Nacional por los Derechos Humanos, órgano donde también trabajó como presidenta del Comité Legal. Durante su trayectoria en el Parlamento, la abogada aplicó los conocimientos adquiridos en el ámbito de la justicia como miembro y dirigente del Comité Jurídico durante la decimosexta legislatura, y como miembro asociado durante el decimoséptimo mandato.